# Plaid Cymru
A Plaid Cymru [plaɪd ˈkəmri] („Wales pártja”, gyakran csak Plaid-ként hivatkoznak rá) egy párt Walesben. Egyik fő ideológiája Wales függetlenségének kivívása az Európai Unión belül.
A pártot 1925-ben alapították, első parlamenti mandátumukat 1966-ban nyerték el. A Képviselőházban a 32 walesi mandátum közül a párt 4-at delegál. A Walesi Nemzetgyűlés 60 képviselőjéből 12 a Plaid Cymru tagja.

## A párt céljai
A Plaid Cymrunak öt célja van:
1. Támogatni Wales alkotmányos előrelépését a teljes nemzeti státus elnyerésével az európai Unióban.
2. Biztosítani a gazdasági jólétet, a szociális igazságosságot és természeti környezet egészségét, mindezt decentralizált szocializmusra építve.
3. Egyenlő állampolgári jogokon nyugvó nemzeti közösséget építeni, figyelembe véve a különböző tradíciókat és kultúrákat, fajra, nemre, nemzetiségre, korra és szociális háttérre való tekintet nélkül.
4. Kétnyelvű társadalmat építeni, hogy biztosítsák a walesi nyelv jövőjét.
5. Biztosítani Wales közreműködését a globális közösségben és az ENSZ-hez való csatlakozás.

## Története
A Plaid Cymru 1925 -ben jött létre, Caernarfonshire -ben (a ma Gwynedd megyében). Az előző évben alapított két walesi nacionalista csoport képviselői, Byddin Ymreolwyr Cymru ("Walesi Honi Uralkodók Hadserege") és Y Mudiad Cymreig ("A walesi mozgalom") megállapodtak abban, hogy találkoznak és megvitatják egy közös, "walesi párt" esetleges szükségességét. A párt Plaid Genedlaethol Cymru, azaz Walesi Nemzeti Párt néven alakult, és a politikai spektrum bal, jobb és középpontjából vonzott tagokat, köztük monarchistákat és köztársaságpártiakat is. Fő céljukként a walesi nyelv terjesztését és a walesi szuverenitás elérését tűzték ki.
Bár Saunders Lewist tekintik a Plaid Cymru alapítójának, John Davies történész azzal érvel, hogy a baloldali aktivista, John Davies elképzelései, amelyeket a párt elnöke, Gwynfor Evans a második világháború után fogadott el, nagyobb hatással voltak a párta hosszú távon, így Davies lehetne tekinthető a párt "ideológiai atyjának".
A század eleje óta viták folytak a "walesi párt" szükségességéről. Az 1922 előtti generációval "jelentősen megnőtt a walesi nemzet alkotmányos elismerése" - írta Dr. John Davies történész. A 19. század folyamán újra felerősödötta walesi nemzeti öntudat; 1861 -ben a Nemzeti Eisteddfod, a Walesi Egyetem (Prifysgol Cymru) 1893 -ban, a Walesi Nemzeti Könyvtár (Llyfrgell Genedlaethol Cymru) 1911 -ben, majd 1915 -ben megalakult a walesi gárda (Gwarchodlu Cymreig).
Wales és Skócia decentralizálásának támogatása a legtöbb politikai párt között 1918 -ban volt a legerősebb, más európai országok első világháború utáni függetlenségét és Írország húsvéti felkelését követően - írta Dr. Davies. Az Egyesült Királyság 1922 -es, 1923 -as és 1924 -es általános választásain azonban; "Wales mint politikai kérdés egyre inkább lekerülni látszott a [napirendről]". 1925 augusztusára Walesben a munkanélküliség 28,5%-ra emelkedett, szemben az 1920 -as évek gazdasági fellendülésével.
Az 1911 -es népszámlálás szerint Walesben a 2,5 millió alatti népesség 43,5% -a beszél walesi nyelvet. Ez az 1891 -es népszámláláshoz képest csökkent, ekkor az 1,5 millió lakosból 54,4% volt az arány.
Ezekben a években a Plaid Genedlaethol Cymru havi lapot adott ki Y Ddraig Goch (a Vörös Sárkány, Wales nemzeti szimbóluma) címmel, és évente nyári iskolát tartott, walesiül.
Az oktatási nyomásgyakorló csoport kezdeti sikere után a Tân yn Llŷn () körüli események az 1930 -as években oda vezettek, hogy a párt pacifista politikai tant fogadott el. Az 50 -es években Capelin Celyn-i áradás miatti tiltakozások tovább segítették meghatározni politikáját. Ezeket a korai eseményeket követte Evans 1966-ban a párt első parlamenti képviselőjévé való megválasztása, a sikeres kampány az 1967-es walesi nyelvtörvényért eredményezte.
A Plaid Cymru a harmadik legnagyobb politikai párt Walesben, a 60 -ból 11 képviselővel a Seneddben. 2007 és 2011 között a Munkáspárt -al koalíciót alakítottak. A párt 40 walesi mandátum közül négyet birtokol az Egyesült Királyság parlamentjében, és 203 fővel rendelkezik az 1253 fős önkormányzati tanácsokból. A 2018 -as év választási bizottságához benyújtott beszámolók szerint a párt bevétele körülbelül 690 000 font, és kiadása körülbelül 730 000 font.

## Választási eredmények

### Európai Parlamenti választások
| Év   | Szavazatok aránya | Elnyert mandátumok | +/-     |
| ---- | ----------------- | ------------------ | ------- |
| 1979 | 11.7%             | 0 / 4              | Állandó |
| 1984 | 12.2%             | 0 / 4              | Állandó |
| 1989 | 12.9%             | 0 / 4              | Állandó |
| 1994 | 17.1%             | 0 / 5              | Állandó |
| 1999 | 29.6%             | 2 / 5              | 2       |
| 2004 | 17.1%             | 1 / 4              | 1       |
| 2009 | 18.5%             | 1 / 4              | Állandó |
| 2014 | 15,3%             | 1 / 4              | Állandó |
| 2019 | 19.6%             | 1 / 4              | Állandó |

### Egyesült királyságbeli választások
| Év           | Szavazatok aránya | Elnyert mandátumok | +/-     |
| ------------ | ----------------- | ------------------ | ------- |
| 1929         | <0,1%             | 0 / 36             | Állandó |
| 1931         | 0,2%              | 0 / 36             | Állandó |
| 1935         | 0,3%              | 0 / 36             | Állandó |
| 1945         | 1,2%              | 0 / 36             | Állandó |
| 1950         | 1,2%              | 0 / 36             | Állandó |
| 1951         | 0,7%              | 0 / 36             | Állandó |
| 1955         | 3,1%              | 0 / 36             | Állandó |
| 1959         | 5,2%              | 0 / 36             | Állandó |
| 1964         | 4,8%              | 0 / 36             | Állandó |
| 1966         | 4,3%              | 0 / 36             | Állandó |
| 1970         | 11,5%             | 0 / 36             | Állandó |
| 1974 február | 10,8%             | 2 / 36             | 2       |
| 1974 október | 10,8%             | 3 / 36             | 1       |
| 1979         | 8,1%              | 2 / 36             | 1       |
| 1983         | 7,8%              | 2 / 38             | Állandó |
| 1987         | 7,3%              | 3 / 38             | 1       |
| 1992         | 9%                | 4 / 38             | 1       |
| 1997         | 9,9%              | 4 / 40             | Állandó |
| 2001         | 14,3%             | 4 / 40             | Állandó |
| 2005         | 12,6%             | 3 / 40             | 1       |
| 2010         | 11,3%             | 3 / 40             | Állandó |
| 2015         | 12,1%             | 3 / 40             | Állandó |
| 2017         | 10,4%             | 4 / 40             | 1       |
| 2019         | 9,9%              | 4 / 40             | Állandó |
| 2024         | 14,8%             | 4 / 32             | Állandó |

- Egy hely a közös Plaid Cymru-Zöld Párt listájáról való

### Walesi nemzetgyűlési választások
| Év   | Választókerület | Választókerület | Választókerület | Regionális | Regionális | Regionális | Mandátumok összesen | +/- | Státusz          |
| Év   | Szavazatok      | %               | Mandátumok      | Szavazatok | %          | Mandátumok | Mandátumok összesen | +/- | Státusz          |
| ---- | --------------- | --------------- | --------------- | ---------- | ---------- | ---------- | ------------------- | --- | ---------------- |
| 1999 | 290,572         | 28.4            | 9 / 40          | 312,048    | 30.6       | 8 / 20     | 17 / 60             |     | Ellenzék         |
| 2003 | 180,185         | 21.2            | 5 / 40          | 167,653    | 19.7       | 7 / 20     | 12 / 60             | 5   | Ellenzék         |
| 2007 | 219,121         | 22.4            | 7 / 40          | 204,757    | 21.0       | 8 / 20     | 15 / 60             | 3   | Koalíció M-Plaid |
| 2011 | 182,907         | 19.3            | 5 / 40          | 169,799    | 17.9       | 6 / 20     | 11 / 60             | 4   | Ellenzék         |
| 2016 | 209,376         | 20.5            | 6 / 40          | 211,548    | 20.8       | 6 / 20     | 12 / 60             | 1   | Ellenzék         |
| 2021 | 225,376         | 20.3            | 5 / 40          | 230,161    | 20.7       | 8 / 20     | 13 / 60             | 1   | Ellenzék         |